# Hotel Maravilhoso
Hotel Maravilhoso (atualmente chama-se Novo Hotel) é um hotel histórico localizado na Rua Guaicurus, antiga zona boêmia da capital do estado de Minas Gerais, Belo Horizonte.
Este hotel distingui-se dos demais de Minas Gerais, por ser o local de trabalho de Hilda Maia Valentim, famosa prostituta da década de 1950 e que inspirou o romancista Roberto Drummond a escrever o livro Hilda Furacão, grande sucesso de vendas. O local foi retratado, tanto no livro de Drummond, como na minissérie global Hilda Furacão, de 1998.